# Villiers (Centro-Valle della Loira)
Villiers è un comune francese di 193 abitanti situato nel dipartimento dell'Indre nella regione del Centro-Valle della Loira.

## Società

### Evoluzione demografica
Abitanti censiti